# 美少女探偵ナンシー・ドリュー
『美少女探偵ナンシー・ドリュー』（びしょうじょたんていナンシードリュー、Nancy Drew）は、2007年のアメリカ合衆国の青春ミステリ映画。
監督はアンドリュー・フレミング、出演はエマ・ロバーツとジョシュ・フリッターなど。
エドワード・ストラッテメイヤーがキャロリン・キーン名義で書いた児童小説『少女探偵ナンシー』の映画化作品。日本では劇場未公開。

## ストーリー
田舎町リバーハイツの女子高生ナンシー・ドリューは、虫眼鏡と指紋採取用のパウダーを片手に探偵としても活躍している。
ナンシーはある日、弁護士の父親の出張で一緒にハリウッドへ行くことになった。映画スターのデリア・ドレイコットの不可解な死の謎を解明するためだった。
田舎少女のナンシーが大都会で危ない目に遭いはしないかと彼女を心配したボーイフレンドのネッドも駆けつけ、事件を追うナンシー。すると、デリアが養子に出した娘へ遺産を相続させようとしていたことが判明する。

## キャスト
※括弧内は日本語吹替
- ナンシー・ドリュー: エマ・ロバーツ（小笠原亜里沙）
- コーキー・ヴァインシュタイン: ジョシュ・フリッター（英語版）（小平有希）
- ネッド・ニッカーソン: マックス・シエリオット（井上剛）
- ジェーン・ブライトン: レイチェル・リー・クック（魏涼子）
- カーソン・ドリュー: テイト・ドノヴァン（佐久田修）
- ディーリア・ドレイコット: ローラ・ハリング
- ジョン・レッシング: マーシャル・ベル（立川三貴）
- ダシール・ザッカリー・ビーダーマイヤー: バリー・ボストウィック（糸博）
- インガ・ヴァインシュタイン: ダニエラ・モネ
- トリッシュ: ケリー・ヴィッツ
- バーバラ・バーバラ: キャロライン・アーロン（英語版）
- ビリングス巡査部長: アダム・クラーク
- ベス: エイミー・ブルックナー（英語版）
- ジョージー: ケイ・パナベイカー
- マクギニス署長: クリフ・ベミス（島香裕）
- 横柄な映画監督のアンディ: アダム・ゴールドバーグ（高木渉）
- 泥棒: クリス・カッテン[注 1]（高木渉）
- ブルース・ウィリス: 本人[注 1]（立川三貴）